# Енн Буєр
Енн Буєр (англ. Anne Boyer; нар. 1973) — американська письменниця, поетеса, есеїстка, блогер. Професор Інституту мистецтв Канзас-Сіті (2011), переможець Пулітцерівської премії (2020).

## Біографія
Енн Буєр народилася 1973 року в місті Топіка штату Канзас. Дитинство та юність пройшли в місті Селайна, де вона й отримала середню освіту. Після школи вступила до Університету Вічита штату Канзас (англ. Wichita State University) на літературний факультет.
2011 року отримала звання професора Інституту мистецтв Канзас-Сіті.
Після того, як в Енн Буєр 2015 року діагностували рак молочної залози, вона співпрацює з Фондом поезії (англ. Poetry Foundation), де висвітлює проблеми з цього питання. Її нариси про хворобу з'явилися у Герніці, Новій розслідуванні, Fullstop Guernica, The New Inquiry, Fullstop тощо.

## Літературна діяльність
Поетичні твори Енн Буєр були перекладені багатьма мовами, серед яких ісландська, іспанська, перська і шведська тощо. Спільно з Гільєрмо Парра (Guillermo Parra) і Кассандрою Ґілліґ (Cassandra Gillig) вона переклала поезії Венесуельських письменників ХХ століття — Віктора Мори (ісп. Víctor Valera Mora), Мігеля Джеймса (англ. Miguel James) і Мійо Вестріні (англ. Miyó Vestrini).
Драматична поезія Енн Бойєра «Одяг проти жінок» (Garments Against Women) 2015 року була визнана бестселером і понад 6 місяців очолювала рейтинг видавництва «Small Press Distribution's». Видання «New York Times» описала цей твір, як «сумною, красивою, пристрасною поезією, що відтворює політичну економію життя і саму літературу». Американський критик Кріс Строффоліно в літературному журналі «Rumpus» описав твір як «розширення кордонів між поезією і мемуарами».

## Нагороди
- 2018 — лавреат премії за твір «Одяг проти жінок» від Фонду сучасного мистецтва (англ. Foundation for Contemporary Arts).
- 2018 — найкраща письменниця міста Канзас (англ. The Best Writer in Kansas City) за твір «The Pitch»[8].
- 2018 — літературна премія (англ. Whiting Award) у номінації «Найкраща поетеса»[15].
- У березні 2020 року — літературна премія Віндхем-Кемпбелл (англ. Windham-Campbell Literature Prize)[16].
- У травні 2020 року — переможець Пулітцерівської премії в номінації «Нехудожній прозовий твір» за «Знищення: біль, вразливість, смертність, медицина, мистецтво, час, мрії, дата, виснаження, рак і догляд» (The Undying: Pain, Vulnerability, Mortality, Medicine, Art, Time, Dreams, Data, Exhaustion, Cancer, and Care)[17].

## Вибрані твори
- «Щасливий апокаліпсис Енн Буєр» (Anne Boyer's Good Apocalypse, 2006)
- «Мистецтво — це війна» (Art is War, 2006)
- «Романи щасливих працівників» (The Romance of Happy Workers, 2008)[18]
  - The Romance of Happy Workers. Minneapolis, Minnesota: Coffee House Press, 2008. ISBN 9781566892148
- «2000-ні» (The 2000s, 2009)[19]
- «Моє звичайне серце» (My Common Heart, 2011)[20]
- «Одяг проти жінок» (Garments Against Women, 2015)[21]
  - Garments Against Women. Boise, Idaho: Ahsahta Press, 2015. ISBN 9781934103593
- «Посібник розчарованої долі» (The Handbook of Disappointed Fate, 2018)[22]
  - A Handbook of Disappointed Fate. Brooklyn, New York: Ugly Duckling Presse, 2018. ISBN 9781937027926
- «Форма саботажу» (A Form of Sabotage)
- «Безсмертний» (2019)
  - The Undying: Pain, vulnerability, mortality, medicine, art, time, dreams, data, exhaustion, cancer, and care. New York, New York: Farrar, Straus and Giroux, 2019. ISBN 9780374279349